# 滋賀県道296号畑勝野線
滋賀県道296号畑勝野線（しがけんどう296ごう はたかつのせん）は、滋賀県高島市を通る一般県道である。

## 概要
高島市畑から高島市勝野に至る。畑から西の朽木方面への県道は指定されていない。

### 路線データ
- 起点：高島市畑
- 終点：高島市勝野（国道勝野交差点、国道161号交点、滋賀県道304号北船木勝野線終点、滋賀県道558号高島大津線上）
- 総延長：9.3 km

## 路線状況

### 重複区間
- 滋賀県道558号高島大津線（高島市勝野・勝野交差点 - 高島市勝野・国道勝野交差点（終点））

### 道路施設

#### 橋梁
- 大谷川橋（大谷川、高島市）
- 新小田川橋（小田川、高島市）

## 地理

### 通過する自治体
- 高島市

### 交差する道路
| 交差する道路                                                                                                 | 交差する場所 | 交差する場所             |
| --- | ------------ | ------------------------ |
| 滋賀県道297号安曇川高島線                                                                                    | 拝戸         |                          |
| 滋賀県道298号常磐木音羽線                                                                                    | 音羽         | 高島海洋センター前交差点 |
| 滋賀県道300号高島停車場線 滋賀県道558号高島大津線 重複区間起点                                               | 勝野         | 勝野交差点               |
| 国道161号 / 高島バイパス 滋賀県道304号北船木勝野線 / 湖周道路＝風車街道 滋賀県道558号高島大津線 重複区間終点 | 勝野         | 国道勝野交差点 / 終点    |

### 交差する鉄道
- 湖西線

### 沿線
- 比良美術館
- 水尾神社
- 高島拝戸郵便局
- 高島運動公園
- 社会福祉法人慈光会立しろふじ保育園
- 高島市役所 高島支所